# Charles Lang Freer
Charles Lang Freer (25 de febrero de 1854 - 25 de septiembre de 1919) fue un industrial, coleccionista de arte y mecenas estadounidense. Es conocido por su gran colección de arte de Asia Oriental, América y Medio Oriente. En 1906, Freer donó su extensa colección a la Institución Smithsoniana, convirtiéndose en el primer estadounidense en legar su colección privada a los Estados Unidos. Para albergar los objetos, incluido La Habitación del Pavo Real de James McNeill Whistler, Freer financió la construcción de la Freer Gallery of Art en Washington D. C. 

## Semblanza

### Primeros años
Charles Lang Freer nació en Kingston, Nueva York, Estados Unidos, en 1856. Era hijo de Jacob Roosa Freer (1819-1875) y de Phoebe Jane Townsend Freer (1826-1868). Era descendiente directo de Hugo Freer, uno de los titulares de derechos sobre los terrenos de New Paltz, y el primer Freer en los Estados Unidos. Tercero de seis hermanos, pertenecía a una familia de modestos recursos económicos. La madre de Freer murió cuando él tenía catorce años. Después del séptimo grado, Freer dejó la escuela y empezó a trabajar en una fábrica de cemento. A principios de la década de 1870, Frank J. Hecker, entonces superintendente general del Ferrocarril de Nueva York, Kingston y Syracuse, se fijó en Freer mientras trabajaba como empleado en un almacén de suministros. Hecker aprovechó las habilidades de organización y de contabilidad de Freer, contratando al joven como su pagador y contador en 1874.: 17  En la década de 1870, un grupo de inversores de Detroit decidió construir una línea de ferrocarril en Logansport, Indiana, y contrataron para administrar el proyecto a Hecker, quien a su vez se llevó con él al más joven de los hermanos Freer. La hija de Hecker, Anna Cynthia Hecker (1871-1923), se casaría con el hermano menor de Freer, Watson Marthis Freer (1863-1922). 

### Industria, ferrocarriles y jubilación
En 1879, utilizando conexiones hechas en el negocio ferroviario y con el respaldo financiero del grupo formado por Christian H. Buhl, James Joy, Russell Alger, James McMillan y Allan Shelden, Freer y Hecker se mudaron a Detroit, donde crearon la Peninsular Car Company en 1885, dedicada a la fabricación de vagones. El negocio hizo ricos a ambos hombres y Peninsular se convirtió en el segundo fabricante de material ferroviario más grande de Detroit. En 1892, la compañía se fusionó con la Michigan Car Company, asumiendo la mayor parte del mercado de vagones en Detroit. En ese momento, la Michigan-Peninsular Car era la mayor industria de Míchigan. Siete años después, en 1899, Freer organizó una fusión de 13 empresas, creando la American Car and Foundry en 1899.

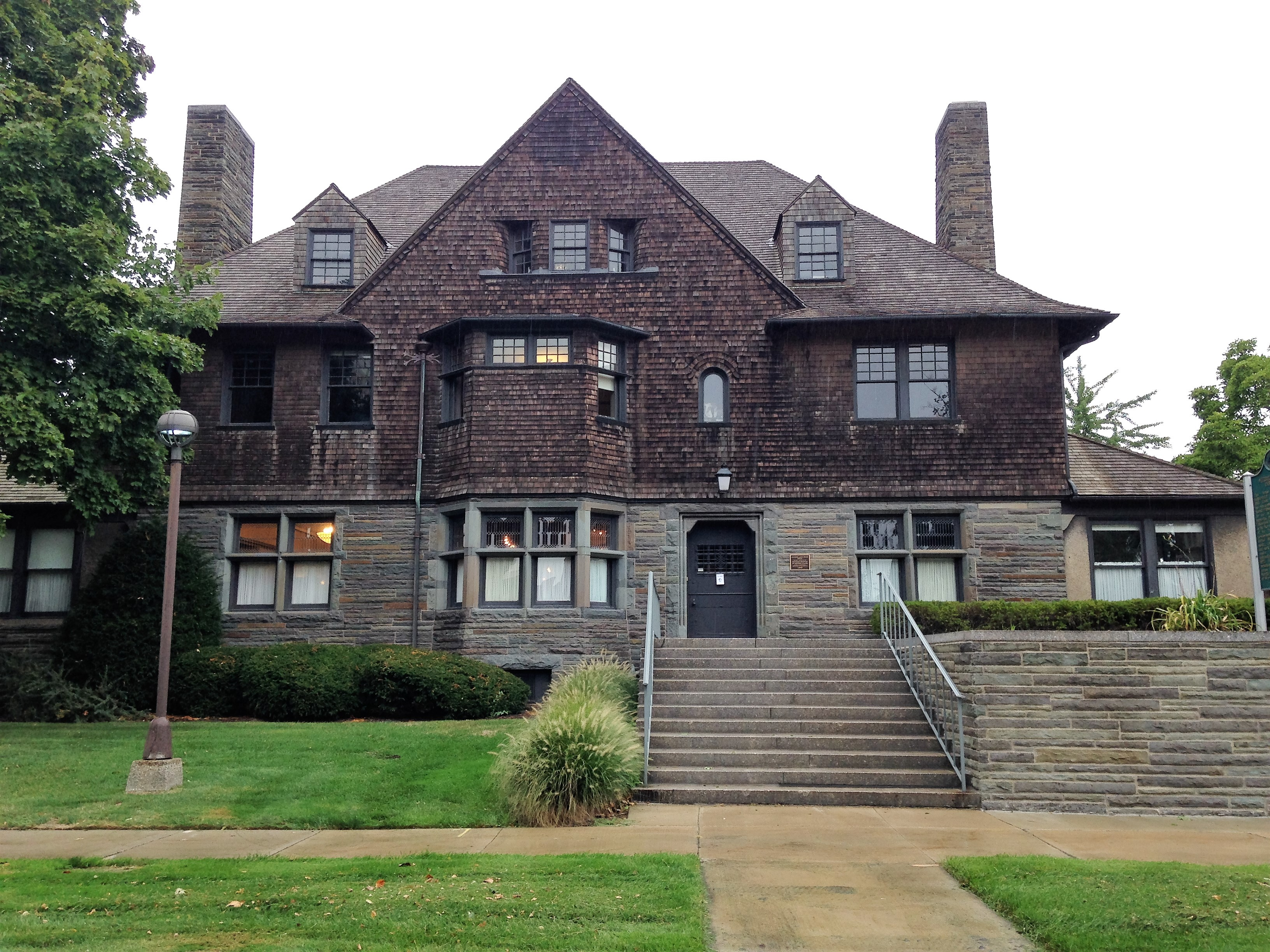
Desde sus humildes comienzos en el Valle del Hudson hasta la casa Charles Lang Freer, de Detroit, Míchigan

A finales del siglo XIX, la salud de Freer se deterioró notablemente. La depresión económica de la década de 1890, junto con el estrés de la posición de Freer dentro de la empresa, le causaron dolencias tanto físicas como psicológicas al industrial. A Freer le diagnosticaron neurastenia, una afección nerviosa muy extendida entre la clase alta de Estados Unidos.: 78  El tratamiento para la neurastenia incluía largos períodos de descanso y se animaba a los pacientes a realizar actividades en la naturaleza. El tratamiento de Freer incluyó excursiones por la naturaleza canadiense y las Catskills.: 79  Además de viajar como medio de terapia, en la década de 1880 comenzó a coleccionar arte.: 8  Así, en 1899, se retiró definitivamente de la industria y centró su tiempo y sus recursos en coleccionar arte y viajar. 

### Muerte
Freer murió en 1919 mientras se hospedaba en el Hotel Gotham en la Quinta Avenida con la Calle 55, en la ciudad de Nueva York, debido a lo que se describió como un ataque de apoplejía. Dejó al gobierno federal la mayor parte de su colección de arte, más de 5000 objetos, que ahora se encuentran en la Galería de Arte Freer, de la Institución Smithsoniana. Freer no tenía esposa ni hijos. En su legado, además del dinero y de la colección de arte, cabe destacar también su generosidad como mecenas con los artistas y con el público. El niño que dejó la escuela para trabajar en una fábrica de cemento, se convirtió en el primer donante que legó su colección de Bellas Artes al pueblo de los Estados Unidos. 

## Colección de arte

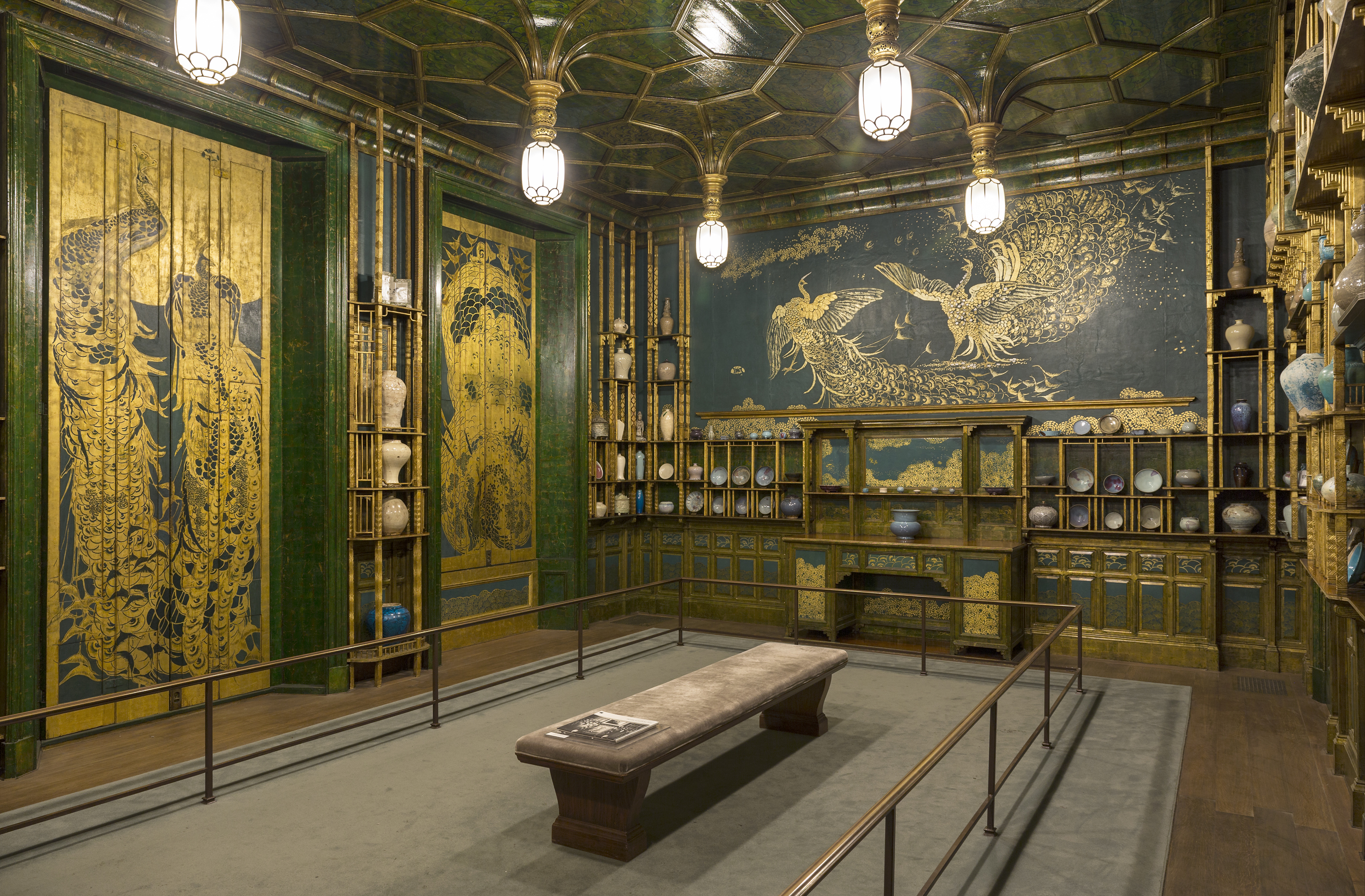
James McNeil Whistler, La Habitación del Pavo Real ("The Peacock Room") (1876-1877), decorada con cuero, madera, pintura al óleo y lienzos (Galería de Arte Freer)

Freer es conocido por su colección de pintura estadounidense y de arte asiático de finales del siglo XIX, desarrollada en gran parte después de su retiro en 1899. Sin embargo, el industrial había comenzado a coleccionar arte y grabados dieciséis años antes, en 1883, cuando compró una selección de grabados de antiguos maestros al comerciante de Nueva York, Frederick Keppel. Sus intereses continuaron creciendo en los años siguientes a través de conexiones personales y profesionales. Estas relaciones moldearon fundamentalmente los principios y la filosofía de recolección de Freer.: 16  Dos amistades, sin embargo, destacaron por el efecto que tuvieron en el coleccionista. La primera es con el pintor James McNeill Whistler, a quien se considera en gran medida como el catalizador de la colección asiática de Freer, mientras que la segunda es con el estudioso del arte asiático, Ernest Fenollosa, quien ayudó a dar forma a la visión de Freer sobre el coleccionismo.: 8 

### Freer y Whistler
El interés de Freer por Whistler nació en un piso de soltero de la ciudad de Nueva York que pertenecía al abogado y coleccionista de arte Howard Mansfield, en 1887. Según Mansfield, cuando Freer vio los grabados de Whistler, se sintió instantáneamente atraído por las piezas que el artista producía.: 16  Solo tres años después, en 1890, Freer se presentó a Whistler, durante su primer viaje a Londres. No pasó mucho tiempo antes de que el artista y el industrial se hicieran amigos rápidamente, pasando largos períodos de tiempo juntos viajando. Freer, durante este período, también comenzó a acumular lo que finalmente se convertiría en la colección de obras de Whistler más grande del mundo. Los dos siguieron siendo amigos cercanos y confidentes hasta la muerte de Whistler en 1903. 
Whistler se asocia comúnmente como la inspiración para la colección de grabados y pinturas japonesas de Freer. Aunque los estudiosos debaten por qué Freer comenzó a concentrarse en coleccionar arte asiático, la documentación disponible indica que su primera compra, una pintura japonesa de abanicos de Rimpa, se produjo en 1887. Esto es anterior a su relación con el pintor.: 10  No hay razón para creer que el gusto de Freer, ya sea anterior a Whistler o no, no fuese influido por su amigo. Su influencia, sin embargo, se puede ver en los otros artistas estadounidenses recopilados por Freer. Además de Whistler, Freer desarrolló grandes colecciones de los artistas Dwight Tyron, Abbott Thayer, Thomas W. Dewing y Frederick Church. Tyron, Thayer, Dewing y Whistler contribuyeron a la mansión de Freer en Detroit, diseñada por el arquitecto del movimiento esteticista Wilson Eyre en 1890.

### Freer y Fenollosa
Aunque se conocieron a principios de la década de 1890, no fue hasta 1901 cuando Freer desarrolló una relación importante con Ernest Fenollosa, hijo de un inmigrante español, y autoridad en el arte de China y Japón. Fenollosa, que vivió y trabajó en Japón desde 1880 hasta 1890, enseñó Filosofía y Lógica en la Universidad Imperial de Tokio.: 11  Durante su estadía en Japón, estudió historia del arte, crítica y metodología y aplicó lo que aprendió al arte y la cultura japoneses. Publicó ampliamente, tanto en inglés como en japonés, y en 1889 el Museo de Bellas Artes de Boston le ofreció un puesto como conservador del recientemente desarrollado departamento de Arte Japonés.: 12  La decisión de Fenollosa de divorciarse de su esposa en 1895 llevó a su posterior renuncia al Museo de Bellas Artes de Boston en el verano de 1896.: 14 
Durante casi diez años, Fenollosa asesoró y Freer adquirió vorazmente. De 1901 a 1908, Freer compró la mayoría de las pinturas japonesas y chinas que luego regalaría al Smithsonian.: 17  Su asociación fue lucrativa, ya que los consejos de Fenollosa le permitieron adquirir ventaja en un mercado del arte cada vez más competitivo.: 68  A cambio, Freer organizó charlas para Fenollosa y adquirió objetos del académico.: 67 

### Principios fundamentales
La filosofía de Freer era clara a la hora de coleccionar. En su libro Freer: A Legacy of Art, Thomas Lawton y Linda Merrill describen los principios de Freer como un sistema en el que "una obra maestra no requiere explicación ni contexto cultural para comunicar su mensaje: su importancia radica en su integridad estética, no en la evidencia que se podría proporcionar incidentalmente sobre cuestiones religiosas, sociales, políticas o económicas". Esta tendencia se muestra en la preferencia de Freer por trabajos sutiles que desmienten un análisis simple,: 64  a diferencia de otros mecenas de su tiempo. Más allá de comprar obras, Freer desarrolló amistades con los artistas a los que apoyó y prestó obras de sus colecciones a exposiciones, para brindar la mayor visibilidad profesional a los pintores de su gusto.: 59–60  También hay indicios de que había estado pensando en un proyecto de museo mucho antes de que se lo propusiera al Smithsonian. En el verano de 1900, viajó por Venecia, Múnich, Núremberg, Dresde, Berlín, Hamburgo y Colonia. Mientras estuvo en estas ciudades, visitó los principales museos etnológicos, donde dibujó planos y escribió una serie de notas en un diario.: 16 

### Alcance de la colección

James McNeill Whistler, La Princesse du Pays de la porcelain, 1863-1865, pintura al óleo, (Galería de Arte Freer)

Además del conjunto de 2250 objetos prometidos en el regalo original al Smithsonian, Freer coleccionó con avidez durante toda su vida. En 1920, después de su muerte, se transfirieron 9500 objetos desde Detroit a Washington D. C., casi cuadruplicando las existencias de la colección. Entre estas obras se encontraban 1189 piezas de Whistler, la colección más grande del trabajo del artista en el mundo, 3400 obras chinas, 1863 japonesas, 1697 egipcias, 513 de la India y Medio Oriente, 451 de Corea, 200 obras de maestros estadounidenses del siglo XIX, y 200 objetos diversos. El museo continuó adquiriendo nuevas obras, agregando casi 2000 objetos adicionales en sus primeros cincuenta años. El historiador Warren Cohen concluye que Freer y Ferguson fueron los principales responsables de la "edad de oro" del coleccionismo de arte de Asia oriental. El dinero, el gusto y el conocimiento de Freer hicieron posible que el público viera y estudiara un cuerpo de arte mucho más diverso, e influyó en el cambio en el gusto estadounidense sobre las obras decorativas y ornamentadas.

## Galería de Arte Freer

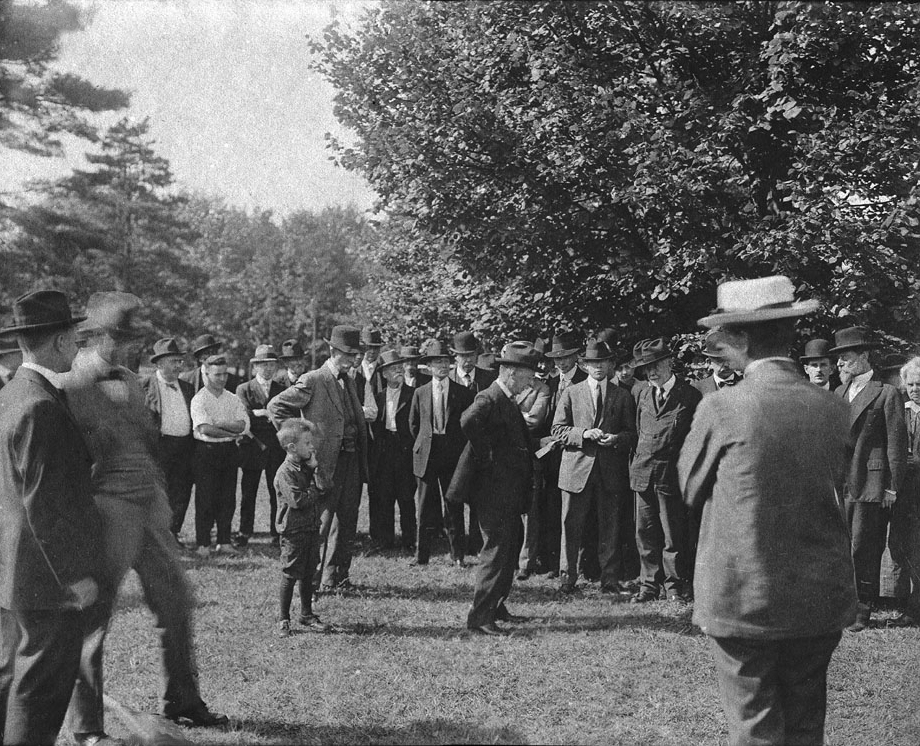
Ceremonia de la puesta de la primera piedra de la Freer Gallery of Art (1916)

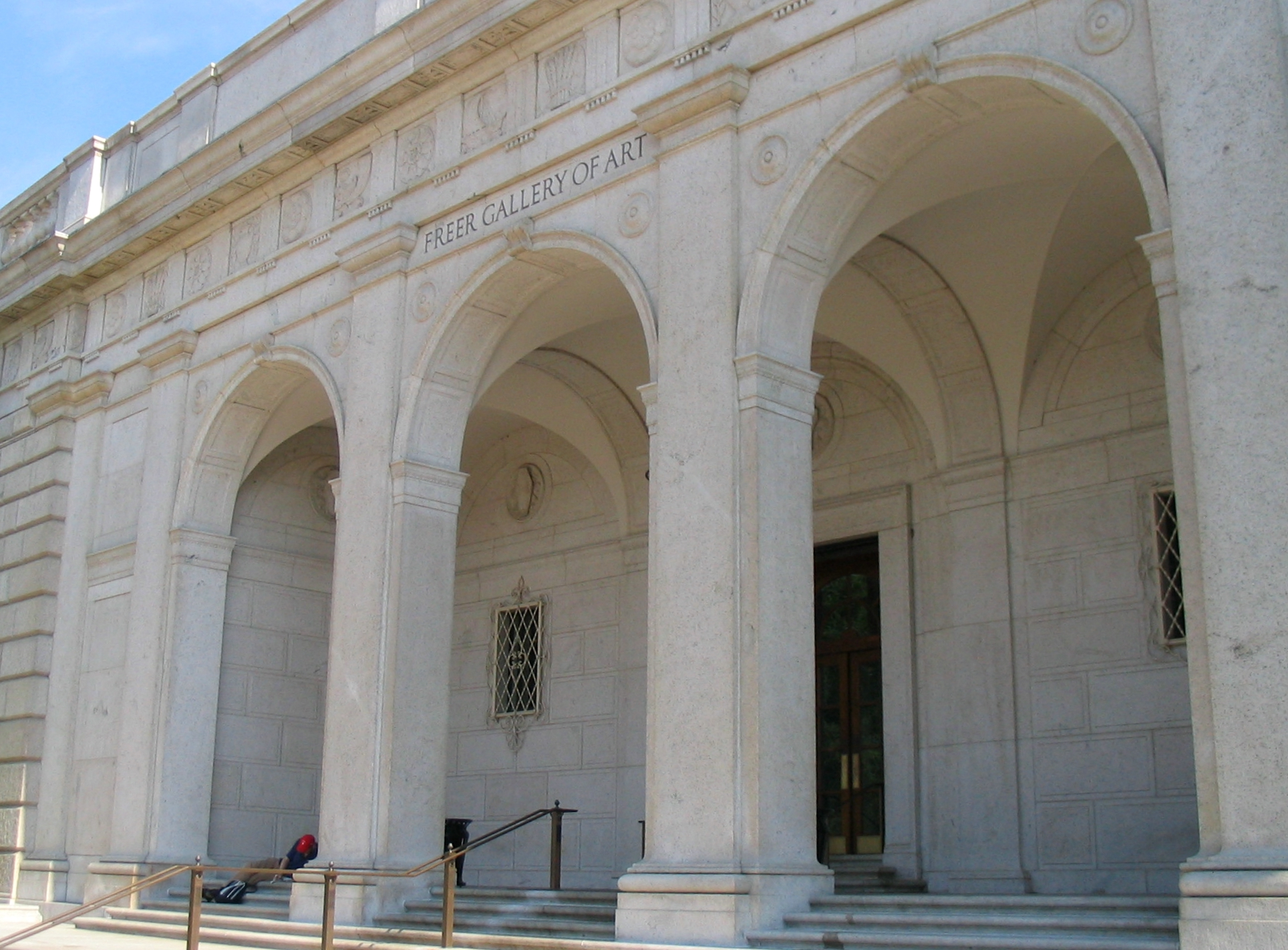
Exterior de la Freer Gallery, una parte de la Institución Smithsoniana, a lo largo del Mall en Washington D. C.

El 15 de diciembre de 1905, Freer envió al presidente estadounidense Theodore Roosevelt una carta en la que describía su oferta inicial de legado. James McMillan, amigo de Freer, senador estadounidense y socio de la Michigan Car Company, defendió la idea de transformar Washington D. C. en una hermosa capital. Su influencia ayudó a dirigir la oferta de Freer hacia Washington. Las negociaciones continuaron durante los siguientes cinco meses, detenidas brevemente por Samuel P. Langley, director de la Institución Smithsoniana. En mayo de 1906, los regidores de la institución aceptaron el regalo de Freer en nombre del Gobierno de los Estados Unidos.: 380 
El obsequio de Freer, que donó no solo su colección, sino también el edificio y la dotación inicial, fue el primero de este tipo en la historia de Estados Unidos. Curiosamente, Freer conservaría 2.250 objetos hasta su muerte, además de las nuevas adquisiciones.: 385 
En 1918 y 1919, añadió una serie de cláusulas a su testamento, reforzando aún más la estructura que estableció en la donación de 1906. La primera disposición estableció un flujo de ingresos, proveniente de acciones y dividendos en efectivo, para garantizar que el museo contratara a un curador altamente cualificado. El patrocinador designó dos fondos adicionales para decorar y mantener los terrenos del museo, específicamente los jardines ornamentales interiores y exteriores. Una vez que estos requisitos fueran cumplidos, se deberían cumplir más estipulaciones. Ordenó que los ingresos residuales de su patrimonio continuasen apoyando una beca para estudios de Asia y Medio Oriente, y que se adquirieran nuevas obras de Asia, Egipto y Medio Oriente, con la condición de que todas las nuevas adquisiciones deberían ser aprobadas por la Comisión Nacional de Bellas Artes y por un consejo de amigos cercanos y de asesores del coleccionista.: 385 
En su restricción más estricta, Freer impuso que el museo no podía aceptar obsequios de obras de arte para la colección permanente. El Museo también tenía prohibido exhibir obras de arte que no formaran parte de la colección permanente. Por último, una vez incorporado su legado a la colección permanente, no se permitía el préstamo de ninguna obra de arte.: 387 
En 1916, comenzó la construcción de lo que ahora se conoce como la Freer Gallery en Washington. El edificio costó un millón de dólares, pagado por Freer. La finalización se retrasó debido a la Primera Guerra Mundial, y la galería no se abrió hasta 1923.

## Trabajos
- 1912 Catálogo de una selección de objetos de arte de la colección Freer exhibidos en el nuevo edificio del Museo Nacional, 15 de abril al 15 de junio de 1912

## Correspondencia
Freer es famoso no solo por sus facetas de industrial y de coleccionista de arte, sino que también era un activo escritor. Sus comunicaciones personales (cartas y telegramas) con Whistler han sido publicadas y son legendarias en la comunidad artística. También compartió comunicaciones durante décadas con otros importantes coleccionistas y patrocinadores de arte estadounidenses. 
Algunos de estos primeros patrocinadores establecieron colecciones similares en importancia (si no necesariamente en volumen) a la de Freer, como la Colección Phillips, la Colección Vess, la Colección Roosevelt y otras. 
La Detroit Century Box, una cápsula del tiempo, contiene una carta escrita por Freer en 1900.